# Velvet Darkness They Fear
Velvet Darkness They Fear (c англ. «Бархатной тьмы они боятся») — второй альбом норвежской метал-группы Theatre of Tragedy. Был выпущен в 1996 году на лейбле Massacre Records. Всего было продано свыше 125 тысяч копий альбома.
В 1997 году Velvet Darkness They Fear был переиздан компанией Century Media. На японском издании присутствует бонус-трек «A rose for the dead».
Музыка альбома является продолжением фирменного готик-метала группы, стиль которого был заложен в их дебютном альбоме. Пятая композиция «And When He Falleth», включает в себя часть диалога между Джейн Эшер и Винсентом Прайсом из фильма «Маска Красной смерти».

## Список композиций
| №                   | Название                           | Длительность |
| ------------------- | ---------------------------------- | ------------ |
| 1.                  | «Velvet Darkness They Fear»        | 1:05         |
| 2.                  | «Fair and Guiling Copesmate Death» | 7:05         |
| 3.                  | «Bring Forth Ye Shadow»            | 6:49         |
| 4.                  | «Seraphic Deviltry»                | 5:17         |
| 5.                  | «And When He Falleth»              | 7:08         |
| 6.                  | «Der Tanz der Schatten»            | 5:29         |
| 7.                  | «Black as the Devil Painteth»      | 5:26         |
| 8.                  | «On Whom the Moon Doth Shine»      | 6:15         |
| 9.                  | «The Masquerader And Phoenix»      | 7:35         |
| Общая длительность: | Общая длительность:                | 52:07        |

## Участники записи
| Музыканты - Liv Kristine Espenæs — вокал - Raymond I. Rohonyi — вокал - Tommy Lindal — гитара - Geir Flikkeid — гитара, E-Bow (электронный смычок) - Lorentz Aspen — фортепиано, синтезатор - Eirik T. Saltrø — бас-гитара - Hein Frode Hansen — ударные | Технический персонал - Звукоинженеры: Gerhard Magin, Pete Coleman - Сведение: Gerhard Magin, Pete Coleman - Мастеринг: Gerhard Magin - Дизайн: Matthias Herkle - Обложка: Johannes Rau |